# Phare de Puerto del Rosario
Le phare de Puerto del Rosario (aussi connu sous le nom de phare de Punta Gaviota) est un phare situé dans la zone industrielle à l'extrémité nord-est de la ville de Puerto del Rosario, port principale de la Province de Las Palmas surl'île de Fuerteventura, dans les Îles Canaries (Espagne).
Il est géré par l'autorité portuaire de Las Palmas de Gran Canaria (Autoridad Portuaria de Las Palmas).

## Histoire
Le phare de Puerto del Rosario est le principal repère de navigation pour les navires arrivant au port sur le côté est de l'île. Il se trouve entre le phare de Punta Martiño sur l'île de Los Lobos au nord et le phare de Punta La Entallada à Tuineje au sud.
Le phare est entré en service en 1992, dans le cadre du troisième plan d'éclairage maritime pour les Canaries, d'autres phares construits dans le même plan incluent le phare de Punta Lava et le phare d'Arenas Blancas à La Palma, le phare de Punta del Castillete à la Grande Canarie et le phare de Morro Jable sur Fuerteventura. Il se compose d'une tour en forme de cylindre de 43 m, qui est de couleur blanche, qui supporte des galeries jumelles et une lanterne avec une coupole grise.
L'optique comprend une lentille de 2,25 m de diamètre, équipée d'une lampe à décharge de 150 watts , qui est connectée à l'alimentation secteur et à un système de batterie de secours. Avec une hauteur focale de 48 m au-dessus du niveau de la mer, la lumière peut être vue pendant 20 milles marins . Sa caractéristique de lumière est un flash de lumière blanche toutes les cinq secondes. La lumière de réserve a une portée de neuf milles nautiques
Identifiant : ARLHS : CAI-064 ; ES-12165 - Amirauté : D2793.5 - NGA : 113-24034 .

### Lien connexe
- Liste des phares des îles Canaries